# Ga Shibecha

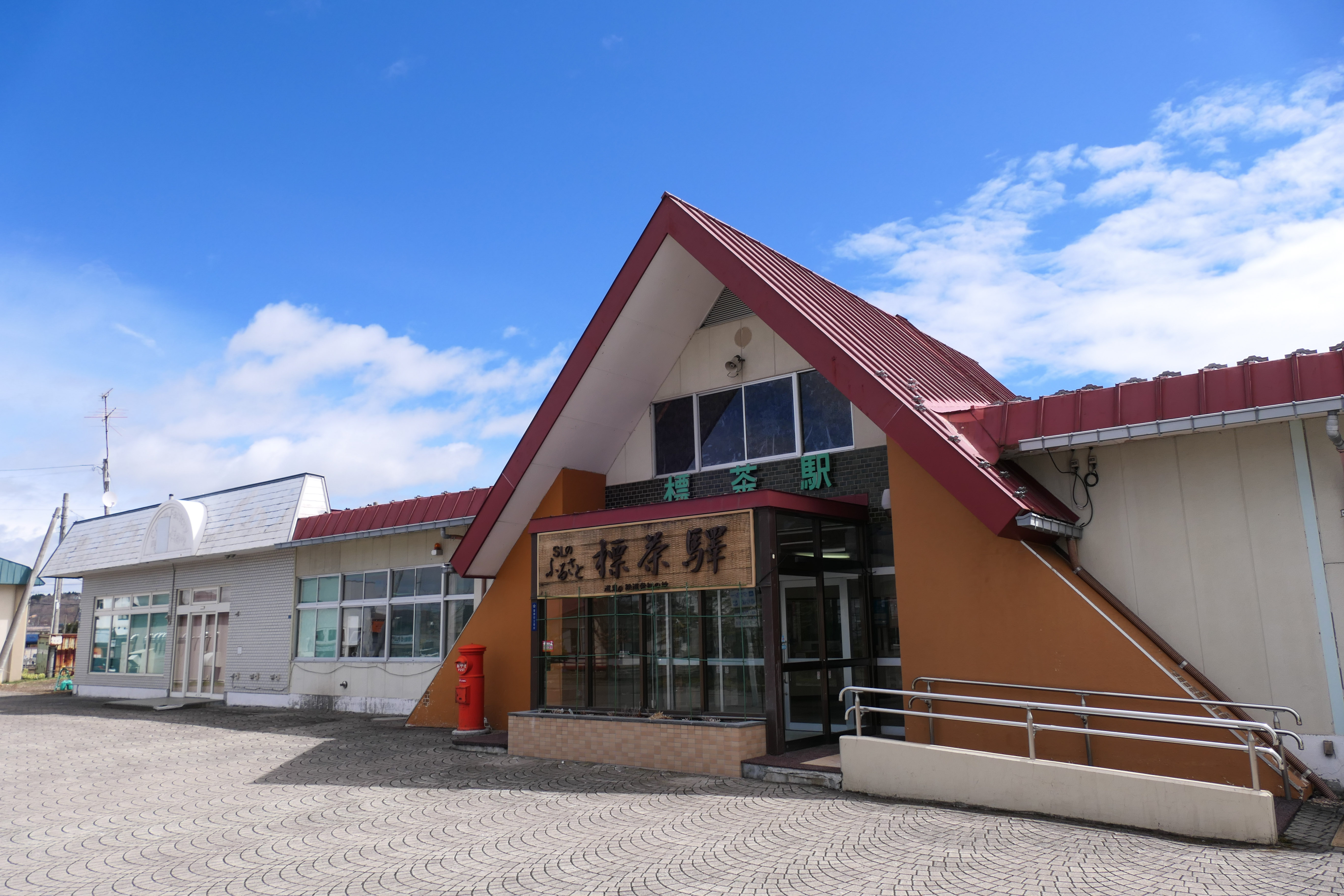
Nhà ga Shibecha

Shibecha Station (標茶駅 Shibecha-eki) là một nhà ga xe lửa ở Shibecha, Hokkaidō, Nhật Bản.

## Tuyến đường
- Công ty đường sắt Hokkaido
  - Trạm Tuyến chính Senmō B61